# 殯儀業
殯儀業，又稱殯葬業，簡稱殯儀（英語：Funeral Industry, death care, death-care or after-deathcare），主指以喪事相關的經濟活動，是服務行業一種。随着社會人口老化，逝者有增無減，將會引出一系列的道德問題、法律漏洞及體制議題。

## 歐美用詞
殯儀在英語圈，常以「Funeral Industry」或者「Deathcare」稱之。後者字源是，將英文「死亡」和「護理」這兩個詞組合成詞。它也可以是死後之護理形式，然而，這叫法主要美國、加拿大使用，而這詞是英語中醫療保健（Health care）產生的變體。

## 分類

### 棺材鋪
棺材鋪又名為長生店，是以實店為主專賣棺材的商店，還會兼售殯儀周邊用品，提供殯儀服務。臺灣稱做禮儀公司或生命禮儀公司、日本則稱作葬儀社。

### 紙紮鋪
紙紮鋪其實並不指單純賣紙紮用品的網店實店，只限稱呼之。他們是以販賣各大宗教用品的零售商店，可以有：法器、經書讀物，甚至西方宗教的聖經、十字架等。他亦叫作「（宗教）書局」，或因應其宗教團體而有獨特性，並不這麼綜合，甚至「沒賣紙紮的」。

### 墳場
墳場，是專門埋葬多名亡者遺體以及火葬遺物如骨灰的一塊地方。因政府及佔地因素，往往其涉及公用場所，租用政府土地，所以又稱「公墓」。這指是一般情況下並不拒絕任何訪客。有時各地出於避諱而用所在地方稱名，或名詞借代之，如台灣用「夜總會」代稱。

### 撒灰服務
撒灰是環保葬一種，原為逝者骨灰回歸自然。香港撒灰服務主要分為「紀念花園撒灰」和「海上撒灰」兩種：
- 花園撒灰——香港有多個紀念花園提供免費撒灰服務，位於哥連臣角、鑽石山、富山、葵涌、曾咀、和合石、長洲、南丫島、坪洲等地。撒灰事前最少要兩星期向食環署申請，交相關文件包括「領取骨灰許可證」正本，先人身份證副本。

- 大海撒灰——港人可選搭乘食環署之免費渡輪服務到指定海域進行海上撒灰，或自費出海。這些指定海域包括東龍洲以東，西博寮海峽以南。

- 紀念牌匾——在紀念花園撒灰，還得申請設置紀念牌匾來紀念先人。現時行政費是90港元，未連買和裝牌匾費用。

### 跨境運屍服務
跨境運送屍體可能要特殊文件許可，常見往來地有中國大陸、香港、台灣，同全球。
- 一般法律同程序：
  - 許可證申請：香港申請人要向食物環境衛生署、入境處及衛生署組成的聯合辦事處申請「將屍體移離香港許可證」。申請時需要提供死亡證、防腐處理證明、遺體入境文件等。
  - 跨境運輸：中港兩地，遺體可以通過蓮塘口岸，或香園圍口岸進出。運送時要遵循兩地清關、報關流程。而來往各國，遺體可透過航空或海運方式運送。

- 使用情況：

跨境運送屍體的需求主要來自希望將先人葬返鄉理由。出於文化傳統，中國家庭選擇將遺體運送回大陸或台灣進行安葬。

### 團體善終服務
在香港有許多非牟利團體、各宗教、或慈善團體名義，提供或援助善終服務。部份基金會只批出殮葬費，不插手殯儀事項。公共支援有「綜援殮葬津貼」。
特區政府消費者委員會已關注到有不少收費問題：
- 濫收費索公帑——2024年初，社會福利署將有關津貼增加到17180元時，就有殯儀公司將自己最低質服務，標價跟貼公共津貼。甚至有「慈善基金」名義之有限公司都如此索價，客戶可自行向私人基金或綜援申請津貼，或自感所得「免費午餐」，即義葬錯覺。消委會指出，個別機構看準社會福利署綜援殮葬津貼，但事實是質素不值此價，消費者要留意。

- 殯儀服務，及補貼條款要清楚，千萬不要輕易簽署「授權代理書」。當出現問題要中途換人接手，或所謂「全包套餐」但儀式中途發現用品不足（例如變相有附加費），保證會很麻煩。譬如有時教會友自己出來做殯儀生意，可能不成文幫人有條件如只用賺來的錢幫「自己人」。未確實自己可得「資助」前，所談之津貼都不存在。

### 喪親輔導
喪親輔導，也叫哀傷輔導，是心理上支援服務一種，旨在幫失去親人的人度過悲傷期。這些輔導可以幫助喪親者處理複雜情緒，由傷痛、失落、憤怒、罪惡感，並協助他們重新適應社會。
輔導形式有個別輔導、團體輔導、家族治療。即一對一會談，專注於喪親者的個人經歷和情感表達；或一群人分享和支持來幫助彼此；還有約家族各員一起對話。

## 爭議

### 濫收費，欠透明
據2019年消費者委員會調查，香港殯儀服務收費落差大，透明度低。殯儀服務費由7980蚊至56800元都有。這些費用包括各種套餐服務如道教、佛教、無宗教儀式等，具體收費因服務內容、儀式的繁簡而異，「套餐」只屬營銷手段。有的院出或直出服務，可能一萬港元已可辦妥，但會按殮葬費津貼之最高金額收取服務費。某些殯儀佬會將最下價套餐加價到補助金額上限，收費問題不分私營公司，或教會人士成立機構，甚至打住慈善團體的旗號而行此活動。2024年初，社會福利署綜援殮葬津貼已調整到17180元。
2018年時有報導指，殯儀服務的收費問題存在已久。當年平均殮葬花費約三萬港元，而綜合社會保障援助計劃相關津貼只有14910元，甚至有業界向家屬轉介高利貸（借財仔）。政府會調整綜援計劃殮葬費津貼，有港幣16790元記錄。

## 相關影視

### 電影
- 《破·地獄》